# .fj
.fj為斐濟國家及地區頂級域（ccTLD）的域名，於1992年6月3日啟用，由南太平洋大学負責管理。.fj的二級域名註冊受到限制，所以很多人申請註冊.com.fj和.org.fj 等二級域名之下的三級域名。

## 二級域名
以下是.fj可以註冊的二級域名:
- ac.fj
- biz.fj
- com.fj
- info.fj
- mil.fj
- name.fj
- net.fj
- org.fj
- pro.fj

## 外部連結
- IANA .fj whois information（页面存档备份，存于）
- .fj domain registration website（页面存档备份，存于）